# GiPA
Pour l’article ayant un titre homophone, voir GIPA.
GiPA (Groupement inter Professionnel de l'Automobile) est un groupe international de recherche d’études de marché. L’entreprise, qui poursuit ses études dans plus de 20 pays, se spécialise uniquement dans l’après-vente automobile.

## Description
GiPA fut créé par Jean-Jacques Delage en France en 1986. Rapidement, il s’est développé et a accru sa couverture géographique avec l’ouverture de filiales en Espagne (1991), puis en Italie (1993), au Royaume-Uni (1994) et en Amérique latine (Argentine en 1998, Brésil en 2000 et Mexique en 2004).
La holding, basée aujourd'hui à Madrid, est détenue à 100 % par les cadres et salariés du groupe.
En 2008, le groupe a renforcé sa dimension internationale en ouvrant des filiales dans deux marchés émergents : en Chine et en Russie. L'entreprise mène également la première étude du marché automobile au Maroc. Parallèlement à la création de filiales, GiPA a tissé un réseau de partenaires locaux qui lui assurent une compréhension en profondeur des marchés dans chaque pays. 
Ainsi en 2010 plusieurs études ont été menées en Turquie et en Amérique latine (Pérou, Chili, (6 pays d'Amérique Centrale), augmentant ainsi le nombre de pays couverts.
En 2011 GiPA développe ses études multi clients en Colombie, en Ukraine et en Afrique du Sud.
La pertinence des études GiPA est confirmée par le portefeuille de clients composé d'équipementiers, de constructeurs, de pétroliers, de manufacturiers, de distributeurs et de réseaux de centres-auto et réparateurs rapides.

## Produits[4]

### Études Multi-client
Les principales études du groupe, les études "conducteurs" et  "professionnels" représentent environ 41 000 conducteurs et 15 000 professionnels interrogés en face-à-face en 2009, dans 13 pays différents (Allemagne, Argentine, Brésil, Chine, Espagne, France, Italie, Mexique, Pologne, Portugal, République Tchèque, Russie et Royaume-Uni).

### Études sur mesure
Pour les voitures, les deux-roues et les poids lourd, GiPA mène également des études sur l’image de marque et le positionnement / prix des acteurs de l’industrie automobile.

## Extrait de la liste des clients[5]
- BMW
- BOSCH
- CONTINENTAL
- EXXON MOBIL
- GOODYEAR
- DUNLOP
- JOHNSON CONTROLS
- MERCEDES-BENZ
- MICHELIN
- PSA
- RENAULT
- REPSOL / YPF
- SHELL
- SIEMENS VDO
- TOTAL
- TOYOTA
- UNIPART
- VOLKSWAGEN